# 阿瓦尼利亚
阿瓦尼利亚，是西班牙穆尔西亚自治区的一个市镇。总面积236平方公里，总人口6166人（2001年），人口密度26人/平方公里。